# 68 v. Chr.
Portal Geschichte | Portal Biografien | Aktuelle Ereignisse | Jahreskalender | Tagesartikel

◄ |
2. Jahrhundert v. Chr. |
1. Jahrhundert v. Chr. |
1. Jahrhundert |
►

◄ | 80er v. Chr. | 70er v. Chr. | 60er v. Chr. | 50er v. Chr. |
40er v. Chr. |
►

◄◄ | ◄ | 71 v. Chr. | 70 v. Chr. | 69 v. Chr. | 68 v. Chr. |
67 v. Chr. |
66 v. Chr. |
65 v. Chr. |
► |
►►
Staatsoberhäupter

## Ereignisse
- Lucius Sergius Catilina wird Statthalter der römischen Provinz Africa und beutet sie aus.
- Lucius Licinius Lucullus besiegt König Tigranes II. von Armenien in der Schlacht von Artaxata.

## Gestorben
- Lucius Caecilius Metellus, römischer Politiker
- Iulia, römische Patrizierin (* um 130 v. Chr.)
- um 68 v. Chr.: Antiochos von Askalon, griechischer Philosoph (* um 120 v. Chr.)